# Ličartovce
Ličartovce (hongrois : Licsérd, allemand : Litschert) est un village de Slovaquie situé dans la région de Prešov.

## Histoire
Le village est mentionné pour la première fois en 1249 sous le nom de « Licardi » dans la lettre de donation du roi Béla IV. Au XIVe siècle et dans la première moitié du  XVe siècle il appartient à la famille Somosi du clan Aba. En 1427, le village est taxé pour 10 portails, ce qui en fait un village de taille moyenne. Il est alors mentionné au recensement fiscal sous le nom de « Lycherd ». Il appartient ensuite au XVIe siècle à la famille Sennyey. En 1600, la localité compte 9 maisons habitées. Le village appartient au XVIIIe siècle aux familles Rhenaud, Meggyesi et Szentivány. Le château, construit au XVIIe siècle, est restauré en 1767. Le village possède également à cette époque d'une brasserie.
Le village appartient jusqu'au Traité de Trianon (1920) au district de Lemes du comitat de Sáros.
- En 1787, 344 habitants y vivent dans 54 maisons.
- En 1828, le village compte 68 maisons pour 517 habitants.
- En 1910: 522 habitants, majoritairement de langue slovaques.
- En 2001: 935 des 962 habitants se déclarent slovaques.
- En 2011: 896 de ses 984 habitants se déclarent Slovaques.

### Le château
Le château de Ličartovce (Kaštieľ Ličartovce en slovaque, Rhenaud-kastély en hongrois), est un château Renaissance à quatre tours du XVIIe siècle, avec une façade actuelle baroque-classique. Selon le recensement de 1704, il est construit en 1658 pour Miklós Bélaváry de Szikava.
Ses deux tours orientées vers le nord sont à deux étages voûtés et composées d'une pièce par étage.
La tour orientée à l'est comprend une pièce au premier étage qui abritait un simple four en terre cuite, et des fenêtres en verre. Dans la partie ouest, la quatrième tour, endommagée, comprenait un four de taille moyen ainsi que trois fenêtres équipées de barreaux.
Il y avait des communs en brique à deux étages, une chapelle, une cuisine, une maison de meunier et des écuries. Autour du château se trouvait un grand jardin fruitier clôturé avec une salle de séchage de prunes. Un  charpentier vivait également au château. Au XVIIIe siècle la propriété est confisquée par le prince François II Rákóczi puis entre en possession de Juliana Mednyánszky, veuve du général baron Rhenaud.
Le château est par la suite transformé en hôpital. En 1954, il est utilisé comme service psychiatrique pour hommes puis pour femmes. Par la suite l'hôpital est transféré dans de nouveaux locaux à Prešov. Le parc et l'environnement immédiat du château a été partiellement détruit par la construction de logements sociaux. Il appartient de nos jours à un propriétaire privé.

## Démographie

### Évolution de la population
| Année:               | 1994. | 2004.   | 2014.   | 2024.   |
| -------------------- | ----- | ------- | ------- | ------- |
| Nombre de personnes: | 956   | 947     | 974     | 972     |
| Différence:          |       | -0,94 % | +2,85 % | -0,20 % |

| Année:               | 2023. | 2024.   |
| -------------------- | ----- | ------- |
| Nombre de personnes: | 960   | 972     |
| Différence:          |       | +1,25 % |